# Bisdom Colatina
Het bisdom Colatina (Latijn: Dioecesis Colatinensis) is een rooms-katholiek bisdom met als zetel Colatina, in Brazilië. Het bisdom is suffragaan aan het aartsbisdom Vitória.

## Geschiedenis
Het bisdom werd opgericht op 23 april 1990, uit delen van het aartsbisdom Vitória.

## Parochies
Het bisdom had in 2021 een oppervlakte van 13.106 km2 en telde 642.158 inwoners waarvan 80,2% rooms-katholiek was.

## Bisschoppen
- Geraldo Lyrio Rocha (23 april 1990 - 16 januari 2002)
- Décio Sossai Zandonade (14 mei 2003 - 14 mei 2014)
- Joaquim Wladimir Lopes Dias (4 maart 2015 - 13 januari 2021; administrator sinds 14 mei 2014)
- Lauro Sérgio Versiani Barbosa (27 oktober 2021 - heden)

Vitória (aartsbisdom) · Cachoeiro de Itapemirim · Colatina · São Mateus